# Vice Chief of Staff of the United States Air Force
Le vice-chef d'état-major de l'armée de l'air américaine (en anglais : Vice Chief of Staff of the United States Air Force) ou VCSAF est le deuxième officier le plus gradé de l'armée de l'air américaine. En cas d'absence ou d'empêchement du chef d'état-major de l'armée de l'air (CSAF), le VCSAF assume les tâches et responsabilités du CSAF. Le VCSAF peut également exercer d'autres fonctions que lui confient le secrétaire à la Défense (SECDEF), le secrétaire à l'US Air Force (SECAF) ou le CSAF. Le VCSAF est nommé par le président des États-Unis et doit être confirmé par un vote à la majorité du Sénat. En vertu de la loi, le VCSAF est nommé général quatre étoiles.

## Liste
| N° | Nom                    | Portrait | Mandat                             |
| -- | ---------------------- | -------- | ---------------------------------- |
| 1  | Hoyt S. Vandenberg     |          | 1947–1948                          |
| 2  | Muir S. Fairchild      |          | 1948–1950                          |
| 3  | Nathan F. Twining      |          | 1950–1953                          |
| 4  | Thomas D. White        |          | 1953–1957                          |
| 5  | Curtis E. LeMay        |          | 1957–1961                          |
| 6  | Frederic H. Smith, Jr. |          | 1961–1962                          |
| 7  | William F. McKee       |          | 1962–1964                          |
| 8  | John P. McConnell      |          | 1964–1965                          |
| 9  | William H. Blanchard   |          | 1965–1966                          |
| 10 | Bruce K. Holloway      |          | 1966–1968                          |
| 11 | John D. Ryan           |          | 1968–1969                          |
| 12 | John C. Meyer          |          | 1969–1972                          |
| 13 | Horace M. Wade         |          | 1972–1973                          |
| 14 | Richard H. Ellis       |          | 1973–1975                          |
| 15 | William V. McBride     |          | 1975–1978                          |
| 16 | Lew Allen, Jr.         |          | 1978                               |
| 17 | James A. Hill          |          | 1978–1980                          |
| 18 | Robert C. Mathis       |          | 1980–1982                          |
| 19 | Jerome F. O'Malley     |          | 1982–1983                          |
| 20 | Lawrence A. Skantze    |          | 1983–1984                          |
| 21 | Larry D. Welch         |          | 1984–1985                          |
| 22 | John L. Piotrowski     |          | 1985–1987                          |
| 23 | Monroe W. Hatch, Jr.   |          | 1987–1990                          |
| 24 | John M. Loh            |          | 1990–1991                          |
| 25 | Michael P. C. Carns    |          | 1991–1994                          |
| 26 | Thomas S. Moorman, Jr. |          | 1994–1997                          |
| 27 | Ralph Eberhart         |          | 1997–1999                          |
| 28 | Lester L. Lyles        |          | 1999–2000                          |
| 29 | John W. Handy          |          | 2000–2001                          |
| 30 | Robert H. Foglesong    |          | 2001–2003                          |
| 31 | T. Michael Moseley     |          | 2003–2005                          |
| 32 | John D. W. Corley      |          | 2005–2007                          |
| 33 | Duncan J. McNabb       |          | Septembre 2007 - 5 septembre 2008  |
| 34 | William M. Fraser III  |          | 9 octobre 2008 - 27 août 2009      |
| 35 | Carrol H. Chandler     |          | 27 août 2009 - 14 janvier 2011     |
| 36 | Philip M. Breedlove    |          | 14 janvier 2011 - 27 juillet 2012  |
| 37 | Larry O. Spencer       |          | 27 juillet 2012 - 17 août 2015     |
| 38 | David L. Goldfein      |          | 17 août 2015 - 1er juillet 2016    |
| 39 | Stephen W. Wilson      |          | 22 juillet 2016 - 16 novembre 2020 |
| 40 | David W. Allvin        |          | Depuis le 16 novembre 2020         |